# Diablinten

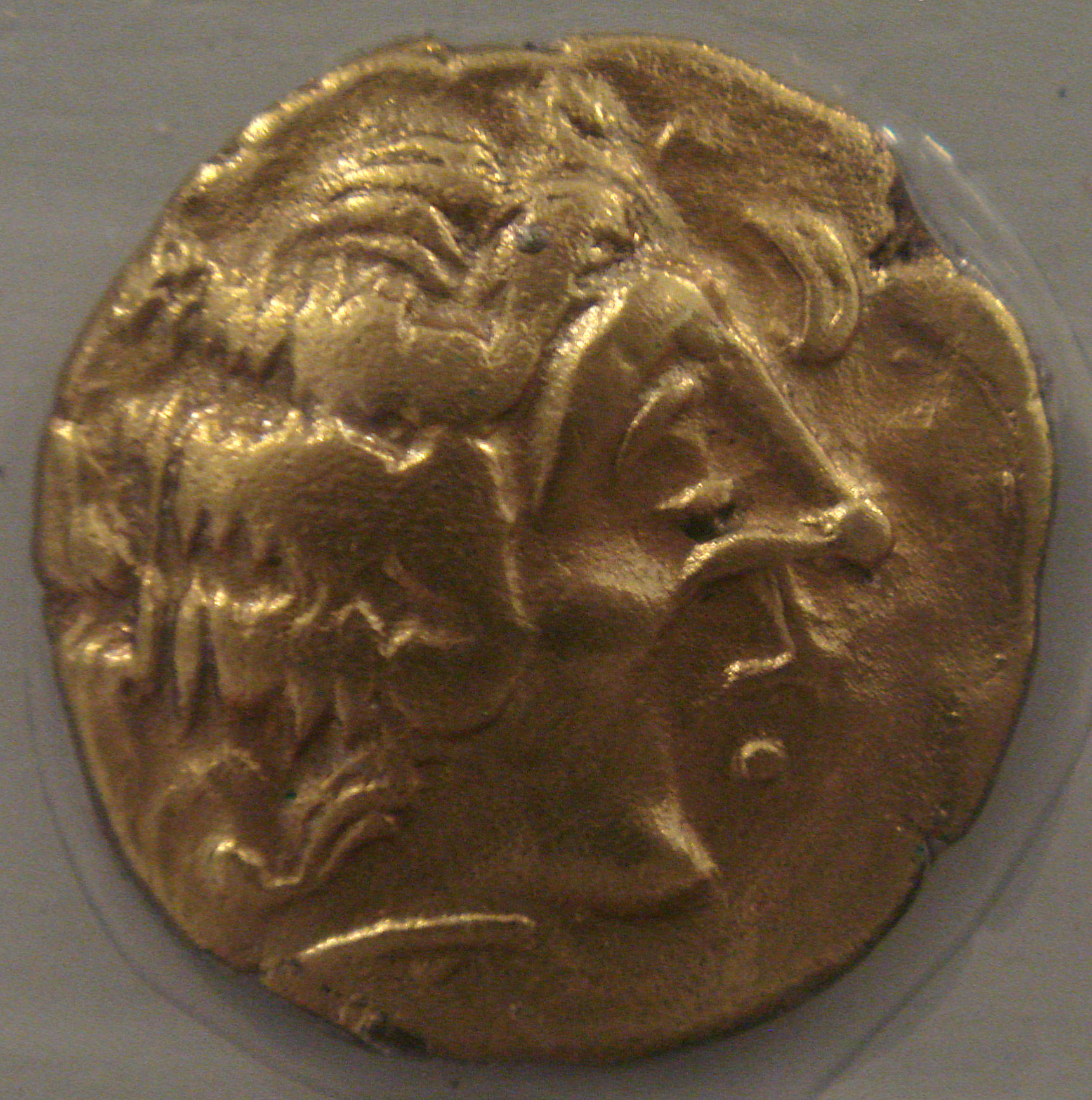
Münze der Diablinten, 1. Jh. v. Chr.

Diablinten  (lateinisch Diablintes, Diablinti) ist der Name eines gallischen Keltenstammes, der einer der vier Teilstämme der Aulerker war. Er lebte im Raum zwischen Loire und Seine um Noviodunum, dem heutigen Jublains, südöstlich von Mayenne im gleichnamigen Département. Bei Caesar (de bello gallico 3, 9) wird der Stamm im Winterkrieg 57/56 v. Chr. zu den Bundesgenossen der Veneter gezählt, gemeinsam mit den Osismiern, Lexoviern, Namneten, Morinern, Ambiliaten und Menapiern.